# Державна агенція промоції культури України
Державна агенція промоції культури України (ДАПКУ) — заклад культури в Україні, бюджетна державна неприбуткова установа, створена відповідно до наказу Міністерства культури України від 25 січня 1993 року № 7 "Про реорганізацію культурно - освітнього центру "Дружба", належить до сфери управління Міністерства культури та стратегічних комунікацій України. Розташована в Києві, по вул. Лаврській, 5, корпус 5.